# Simon Vilfan
Simon Vilfan, tudi Wilfan Locopolitanus, to je Škofjeloški, slovenski duhovnik, zgodovinar in nabožni pisatelj, * 20. oktober 1802, Škofja Loka, † 4. november 1881, Novo mesto.

## Življenje in delo
Po škofjeloški matični knjigi je bil sin Antona Bilfana in njegovi ženi Mini (rojena Jesenko). Osnovno šolo je obiskoval v Škofji Loki, gimnazijo v Ljubljani, od 2. razreda (1915) je bil Prešernov sošolec. V letih med 1819 in 1825 je na liceju študiral filozofijo (skupaj z Antonom Martinom Slomškom) in teologijo (skupaj s Friderikom Barago). Posvečen je bil leta 1825. Kaplanoval je v Smledniku, Tržiču, Kranju in Šmartnem pod Šmarno goro. Potem je bil ekspozit v Trbovljah, med 1834 in 1838 je bil vojaški kurat pešpolka v Italiji. Potem je postal župnik v Kranjski Gori. Tu je bil do 1867, nato je dve leti opravljal posle kanonika, nato je bil imenovan za prošta, župnika in dekana. Tu je ostal do smri.
Kot župnik se je oglašal v Mittheilungen des historischen Provinzial Vereines für Krain. Pisal je o škofjeloški kapucinih, o kranjskogorskih duhovnikih itd. Pisal je tudi v Novice in Zgodjo Danico. Izdal je tudi nekaj samostojnih publikacij.